# Unitat bàsica del Sistema Internacional

Les 7 unitats del Sistema Internacional i les interdependències de les seves definicions

Una unitat bàsica o unitat base és una unitat de mesura del Sistema Internacional considerada com a primordial, ja que serveix per definir totes les altres unitats derivades. Existeixen set unitats base:
- El metre, per mesurar la longitud
- El quilogram, per la massa
- El segon, pel temps
- L'ampere, per la intensitat de corrent elèctric
- El kelvin, per la temperatura
- El mol, per la quantitat de substància
- La candela, per la intensitat lluminosa

Les quantitats bàsiques del SI formen un conjunt de dimensions mutualment independents, tal com requereix l'anàlisi dimensional que se sol fer servir en ciència i tecnologia. Tanmateix, en algunes situacions aquestes unitats poden ser independents, és a dir, definides en termes d'altres.
Els noms de les unitats del SI s'escriuen en minúscules, així com els seus símbols, excepte aquells símbols anomenats en honor d'alguna persona, que s'escriuen en majúscula (per exemple, l'hertz té el símbol Hz).
Moltes altres unitats, com el litre o el decibel, no són formalment part del Sistema Internacional però se n'accepta el seu ús.

## Les set unitats bàsiques del SI
Definició actual, vigent des del 2019 per acord de la Conferència General de Pesos i Mesures:
| Nom       | Símbol | Símbol dimensional | Mesura                         | Definició |
| --------- | ------ | ------------------ | ------------------------------ | --- |
| segon     | s      | T                  | temps                          | La duració de 9.192.631.770 períodes de radiació corresponents a la transició entre dos nivells hiperfins de l'estat fonamental d'un àtom de 133Cs (isòtop estable de cesi).                                                                           |
| metre     | m      | L                  | longitud                       | La distància que es mou la llum durant 1299.792.458 segons. |
| quilogram | kg     | M                  | massa                          | El quilogram es defineix establint la constant de Planck h exactament a 6,62607015×10−34 J⋅s (J = kg⋅m2⋅s−2), segons les definicions de metre i segon.                                                                                                 |
| ampere    | A      | I                  | intensitat de corrent elèctric | El corrent de 11,602176634×10−19 vegades la càrrega elèctrica elemental e per segon. |
| kelvin    | K      | Θ                  | temperatura termodinàmica      | El kelvin es defineix fixant el valor de la constant de Boltzmann k a 1,380649×10−23 J⋅K−1, (J = kg⋅m²⋅s−2), donades les definicions de quilogram, metre i segon.                                                                                      |
| mol       | mol    | N                  | quantitat de substància        | La quantitat de substància d'exactament 6,02214076×1023 entitats elementals (cal especificar si són àtoms, molècules, ions, electrons, etc.). Aquest número és el valor numèric de la constant d'Avogadro, NA, quan s'expressa en la unitat de mol −1. |
| candela   | cd     | J                  | intensitat lluminosa           | La intensitat lumínica, cap a qualsevol direcció, d'una font que emeti radiació monocromàtica de freqüència 5,4×1014 hertz i que té una intensitat radiant en aquella direcció de 1683 watt per estereoradian.                                         |

Definicions anteriors:
| Nom       | Símbol | Mesura                         | Definició formal actual (2005) | Origen històric / justificació | Símbol dimensional |
| --------- | ------ | ------------------------------ | --- | --- | ------------------ |
| metre     | m      | longitud                       | "El metre és la longitud del camí recorregut per la llum en el buit durant un interval de temps d'1 / 299.792.458 de segon." 17a CGPM (1983, Resolució 1, CR, 97) | 1 / 10.000.000 de la distància de l'equador terrestre al pol Nord mesurada sobre la circumferència que passa per París. | L                  |
| quilogram | kg     | massa                          | "El quilogram, de símbol kg, és la unitat de massa del SI. Es defineix prenent el valor numèric fix de la constant de Planck h com a 6,62607015×10−34 expressada en les unitats J s, que equival a kg m² s−1, on el metre i el segon es defineixen en termes de c i ∆νCs." 26a CGPM (2018) | La massa d'un litre d'aigua a la temperatura que es fon el gel. Un litre equival a una mil·lèsima part de metre cúbic. | M                  |
| segon     | s      | temps                          | "El segon és la duració de 9.192.631.770 períodes de radiació corresponents a la transició entre dos nivells de l'estructura hiperfina de l'estat fonamental del cesi 133." 13a CGPM (1967/68, Resolució 1; CR, 103) "Aquesta definició es refereix a un àtom de cesi en repòs a una temperatura de 0 K." (Afegit pel CIPM el 1997) | El dia es divideix en 24 hores, cada hora en 60 minuts i cada minut en 60 segons. Un segon és 1 / (24 × 60 × 60) del dia. | T                  |
| ampere    | A      | intensitat de corrent elèctric | "L'ampere és el corrent constant que, en dos conductors paral·lels rectilinis de longitud infinita, de secció circular negligible, separats un metre en el buit, causaria entre aquests dos conductors una força igual a 2 × 10−7 newtons per metre de longitud." 9a CGPM (1948) | L'"ampere internacional" original fou definit electroquímicament com el corrent necessari per dipositar 1,118 mil·ligrams d'argent per segon d'una solució de nitrat d'argent. Comparant-ho amb la definició actual, la diferència és del 0,015%. | I                  |
| kelvin    | K      | temperatura termodinàmica      | "El kelvin, unitat de temperatura termodinàmica, és la fracció 1 / 273,16 de la temperatura termodinàmica del punt triple de l'aigua." 13a CGPM (1967/68, Resolució 4; CR, 104) "Aquesta definició es refereix a l'aigua que té una composició isotròpica definida exactament per les següents quantitats de proporcions de substància: 0,00015576 mols de ²H per mol de ¹H, 0,0003799 mols de 17O per mol de ¹⁶O, i 0,0020052 mols de 18O per mol de ¹⁶O." (Afegit pel CIPM el 2005)                                                     | L'escala Kelvin utilitza el grau Celsius com a unitat d'increment, però és una escala termodinàmica (el zero absolut es troba als 0 K). | Θ                  |
| mol       | mol    | quantitat de substància        | "1. El mol és la quantitat de substància d'un sistema que conté tantes entitats elementals com àtoms hi ha en 0,012 quilograms de carboni 12; el seu símbol és 'mol'. 2. Quan s'utilitza el mol, les entitats elementals s'han d'especificar i poden ser àtoms, molècules, ions, electrons, altres partícules o bé grups específics de dites partícules." 14a CGPM (1971, Resolució 3; CR, 78) "Aquesta definició s'entén que es refereix a àtoms lliures de carboni 12 en repòs i en el seu estat fonamental." (Afegit pel CIPM el 1980) | Pes atòmic o pes molecular dividit per la constant de massa molar, 1 g/mol. | N                  |
| candela   | cd     | intensitat lluminosa           | "La candela és la intensitat lluminosa, en una direcció donada, d'una font que emet radiació monocroma d'una freqüència de 540×1012 hertz i que té una intensitat radiant en aquesta direcció de 1/683 watts per estereoradian." 16a CGPM (1979, Resolució 3; CR, 100) | La bugia, que es basava en la llum emesa per una espelma encesa de propietats estàndard. | J                  |